# José Caetano de Lima
José Caetano de Lima, primeiro e único barão de Moji-Guaçu (São João Nepomuceno, 29 de julho de 1821 — São Paulo, 24 de março de 1901) foi um político brasileiro.

## Biografia
Foi proprietário de extensas terras na microrregião de São João da Boa Vista. Foi membro do Partido Conservador na Província de São Paulo. José Caetano de Lima herdou o nome de um seu tio-avô que faleceu solteiro, em Nepomuceno. Faleceu de enterite crônica e está sepultado na igreja matriz de Casa Branca, reconstruída às suas expensas após um incêndio. No censo de 1850, realizado em Casa Branca, José Caetano aparece como negociante alfabetizado. Exerceu o cargo vitalício de Partidor dos Juízes e de Órfãos de Casa Branca, cargo vitalício conforme a lei N.o 9, de 2 de abril de 1856.

## Ascendência
O Barão de Moji Guaçu era filho de João Caetano de Lima e Cecilia Maria Rosa de Jesus; sendo neto-paterno de Antônio José de Lima e de Ana Josefa Gonçalves.

## Descendência
Em 1849, casou-se, a primeira vez, com Maria Leopoldina de Silos, filha do Barão de Casa Branca; e, em 1873, a segunda vez, com Inocência Constância de Figueiredo, viúva do Tenente-Coronel Jerônimo José de Carvalho. Inocência Constância - Baronesa e Moji Guaçu - (1833-1891) era filha de Joaquim Garcia de Figueiredo e de Jacinta Carolina dos Reis, neta-paterna do Capitão Diogo Garcia da Cruz e de Inocência Constância de Figueiredo, esta filha do Capitão-Mor José Álvares de Figueiredo – o fundador de Boa Esperança - e de Maria Vilela do Espírito Santo, que por sua vez era filha do Capitão Domingos Vilela e de Maria do Espírito Santo e, por esta, neta de Diogo Garcia e de Júlia Maria da Caridade, uma das célebres Três Ilhoas. Houve descendência apenas da primeira mulherː

1. Maria do Carmo Sillos Lima (1850-1902), casada com o Dr. José Caetano de Castro;
2. José Augusto de Oliveira Lima (1851-1890), casado com Rita Cecília de Castro;
3. Antônia Leopoldina de Sillos Lima (1857-1947), casada com o Dr. Francisco Pereira de Castro;
4. Francisco Eugênio de Lima (1854-1902), engenheiro, casado com com Altina Etelvina Nogueira, pais de Sebastião Nogueira de Lima;
5. Vicente Augusto de Sillos Lime, casado com Maria das Dores Gonçalves dos Santos Queirós;
6. João de Sillos Lima, casado com Francisa Nogueira de Carvalho;
7. Antônio de Oliveira Lima, casado com Iria dos Santos;
8. Firmino de Oliveira Lima, casado com Laudelina Figueiredo de Carvalho;
9. Leopoldino de Oliveira Lima (1873-1940).

Não listado na fonte: Eugênio Leopoldo de Lima, advogado, casado com Helena Augusta Barbosa Cochrane, filha de Inácio Cochrane.

## Título nobiliárquico e honrarias
Foi agraciado com o título de  barão, em 17 de setembro de 1888.